# Influensavirus typ B
Influensavirus typ B är ett släkte inom virusfamiljen Orthomyxoviridae. I släktet finns bara en art. Influensa typ B virus kan leda till influensa hos människor och hos sälar.